# 土佐源氏
土佐源氏（とさげんじ）は宮本常一の『忘れられた日本人』（岩波文庫、1960年）に収録の作品。土佐の老博労が語る生と性の遍歴を宮本が聞き書きした記録として公表された。歴史学者の網野善彦は「最良の民俗資料」と評したが、創作ではないかとも言われていた。研究者の井出幸男の調査により、 青木信光 (作家)の好色本『好いおんな』シリーズに収録された作者不詳の『土佐乞食のいろざんげ』から性描写を省いた宮本の創作とされている。井出によると、その原作自体も『チャタレイ夫人の恋人』などに影響された宮本が書いたものと見られる。宮本自身の読んできた本や宮本自身の経験の影響が入り込んでいるとみられる。
モデルとなったとみられる人物は家族も持ち、晩年は病気で失明こそしたものの、同書に書かれたことと異なり、別に夜這いによって生まれた子でもなければ、年老いたからといって乞食になったわけでもないことを子孫は述べている。

## 芝居
俳優坂本長利の一人芝居。1967年に初演。通算1000回以上の記録を公演している。原作は宮本常一の「忘れられた日本人」（岩波文庫所蔵）の聞き取りリポート。

## ドキュメンタリーでのエピソード
- 2007年7月20日にNHK総合テレビの金曜夜7時30分からの番組四国羅針盤（NHK松山放送局制作）で、高知県梼原町で土佐源氏のモデルとなった「槌造」の子孫と会うことを紹介。土佐源氏の舞台となった梼原町では20年ぶりの上演となった。理由は20年前に、土佐源氏のモデルの関係者が物言いになりやすいと申され自粛したからである。